# Polycaon stoutii
Polycaon stoutii är en skalbaggsart som först beskrevs av Leconte 1853.  Polycaon stoutii ingår i släktet Polycaon och familjen kapuschongbaggar. Inga underarter finns listade i Catalogue of Life.

## Bildgalleri

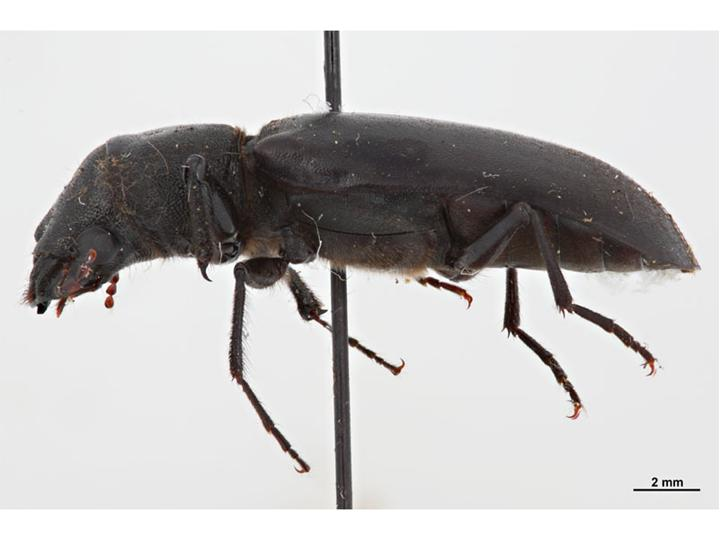